# Stactobia inexpectata
Stactobia inexpectata är en nattsländeart som beskrevs av Lazar Botosaneanu och Nozaki 1996. Stactobia inexpectata ingår i släktet Stactobia och familjen smånattsländor. Inga underarter finns listade i Catalogue of Life.